# Erik Reischl
Erik Reischl (* 1973 in Wiesbaden) ist ein deutscher Pianist. 

## Leben
Reischl studierte von 1994 bis 2002 bei Herbert Seidel an der Musikhochschule Frankfurt. Nach mehreren Meisterkursen (u. a. bei Lasar Berman und Paul Badura-Skoda) erschien 1997 seine erste CD-Einspielung, weitere folgten, mit Werken von Liszt, Rachmaninoff, Debussy, Chopin, Mozart und Haydn.

## Auszeichnungen
Erik Reischl erhielt mehrere Stipendien und Auszeichnungen, darunter: 
- 1. Preis im Hamburger Steinway-Klavierwettbewerb 1989
- Preis im Bundeswettbewerb Jugend musiziert 1992
- 1993  „Primera Medalla per unanimitat“ (Finale des Internationalen Klavierwettbewerbes „Maria Canals de Barcelona“)
- 1995 2. Preis im Internationalen Wettbewerb von Ferrol (Spanien).
- 1996 Finalist im  Franz-Liszt-Wettbewerb in Budapest
- 1999 Kulturförderpreis des Rheingau-Taunus-Kreises
- 1. Preis im Lenzewski-Klavierwettbewerb 2000
- 4. Preis des Internationalen Wettbewerbes „Valesia Musica“ (Italien) im Jahr 2000
- 2001 Kandidat mit Stipendium im Finale des Deutschen Musikwettbewerbes in Berlin

## Werke
- Portrait Erik Reischl Vol. 4., Verlag Bad Schwalbach: Christian Peters, 2004, mit Melzer, Caroline, Sopran
- Portrait Erik Reischl, Vol. 3, Verlag Bad Schwalbach: Christian Peters, 2003, mit  Adomeit-Gadd, Caroline, Violine
- Portrait Erik Reischl Vol. 2., Verlag Bad Schwalbach: Christian Peters, 2001 mit Marx, Dorothea Maria, Sopran